# Сконе (провинция)
 Тази статия е за историческата провинция.  За административната единица вижте Сконе (лен).  
Сконе е най-южната историческа провинция на Швеция и до голяма степен се припокрива със сегашния административен лен Сконе. Тя граничи на северозапад с Халанд, на север със Смоланд и на североизток с Блекинге. На юг и на изток се намира Балтийско море, а на запад пролива Йоресун я разделя от датския остров Зеланд.
На брега на Йоресун се намира третия по големина град в Швеция, Малмьо.

## История
Исторически Сконе е част от Сконеланд (лат. Terra Scania) и заедно с полуостров Ютланд е била част от основните земи на Дания през средните векове. По силата на договора от Роскиле цялата Сконеланд е преминала към Кралство Швеция. Впоследствие Борнхолм се разбунтува и се връща към Дания, а Сконе, Халанд и Блекинге остават част от Швеция.
Сконе е сравнявана от регионалистите с Прованс в Южна Франция, заради историческите и културни различия спрямо останалата част на страната.

## География
Географията на Сконе е оформена през последната ледникова епоха, когато е била изцяло покрита с лед. Релефът е почти изцяло равнинен, което значително се различава от гористите планини в другите части на Швеция. В Сконе няма планини и съвсем малко хълмове, езера или гори. От северозапад към югоизток се простира хълмистата верига Линдерьодсосен, която е определяла границата на бившите лени Малмьохус и Криханстад. Гъсти елови гори има в североизточните части на Йоинге по продължение на границата със силно гористата провинция Смоланд.
Останалите части са плодородна земеделска земя, която е много важна за останалите части на Швеция. Почвите са едни от най-плодородните на планетата. Например 90% от шведското производство на захарно цвекло е в Сконе.